# Rémi Di Girolamo
Rémi Di Girolamo est un rameur français, né le 26 avril 1982 à Argenteuil.

## Biographie
Ingénieur de formation, il est marié avec Nathalie Di Girolamo.

## Palmarès

### Championnats du monde d'aviron
- Championnats du monde d'aviron 2006 à Eton,  Royaume-Uni
  -  Médaille de bronze en quatre de couple poids léger
- Championnats du monde d'aviron 2007 à Munich,  Allemagne
  -  Médaille d'argent en quatre de couple poids léger
- Championnats du monde d'aviron 2008 à Linz,  Autriche
  -  Médaille d'argent en quatre de couple poids léger

### Championnats d'Europe d'aviron
- Championnats d'Europe d'aviron 2010 à Montemor-o-Velho,  Portugal
  -  Médaille de bronze en deux de couple poids légers